# جبل (ترکمنستان)
جبل (به ترکمنی: Jebel، جبل) یک منطقهٔ مسکونی در ترکمنستان است که در ولایت بلخان واقع شده‌است.